# آدم بویوک
آدم بویوک (انگلیسی: Adem Büyük؛ زادهٔ ۳۰ اوت ۱۹۸۷) بازیکن فوتبال اهل ترکیه است.
از باشگاه‌هایی که در آن بازی کرده‌است می‌توان به باشگاه فوتبال آلتای اسپور، باشگاه فوتبال قاسم‌پاشا اسپور، باشگاه فوتبال مانیسااسپور، باشگاه فوتبال مرسین، باشگاه ورزشی بولوسپور، و باشگاه فوتبال بشیکتاش اشاره کرد.
وی همچنین در تیم‌های ملی فوتبال جوانان ترکیه، زیر ۲۱ سال ترکیه، Turkey national football B team، و ترکیه بازی کرده‌است.